# エドガール (オペラ)
『エドガール』（伊：Edgar）は、ジャコモ・プッチーニが作曲したオペラである。

## 作品の成立

### 初演と改訂版
1889年4月21日にミラノ・スカラ座で初演が行われ、計3回の上演が行われたが、台本の内容が不評であったことから作曲依頼主であったリコルディ社は上演を不成功と判断し、台本を担当したフォンターナと作曲したプッチーニに対し『エドガール』の改訂を要請した。
その結果、4幕仕立てを3幕仕立てに縮小し、1892年にフェラーラで3幕版を上演した。しかし、その完成度に納得のいかなかったプッチーニは、その後、『マノン・レスコー』、『ラ・ボエーム』、『トスカ』、『蝶々夫人』の作曲を経て、1905年にコロン劇場で現在の内容の『エドガール』を上演した。

### 初演版の復活
初演版は出版されることなく第二次世界大戦後、全4幕が作曲された初演版は失われたとされていたが、プッチーニの孫娘であるシモネッタ・プッチーニが所持していたことが後に判明する。その後、アメリカのプッチーニ研究家リンダ・B・フェアタイルが初演版を再構築し、約40分の第4幕が新しく誕生した。

## 作品の概要
- 原作：アルフレッド・ド・ミュッセ「杯と唇」
- 台本：フェルディナンド・フォンターナ
- 作曲：ジャコモ・プッチーニ
- 初演：1889年4月21日、スカラ座（ミラノ）

## 登場人物
- エドガール（テノール）
- グァルティエーロ（バス）
- フランク（バリトン） - グァルティエーロの息子
- フィデーリア（ソプラノ） - グァルティエーロの娘
- ティグラーナ（メゾ・ソプラノ） - グァルティエーロが育てたムーア人の娘

## あらすじ

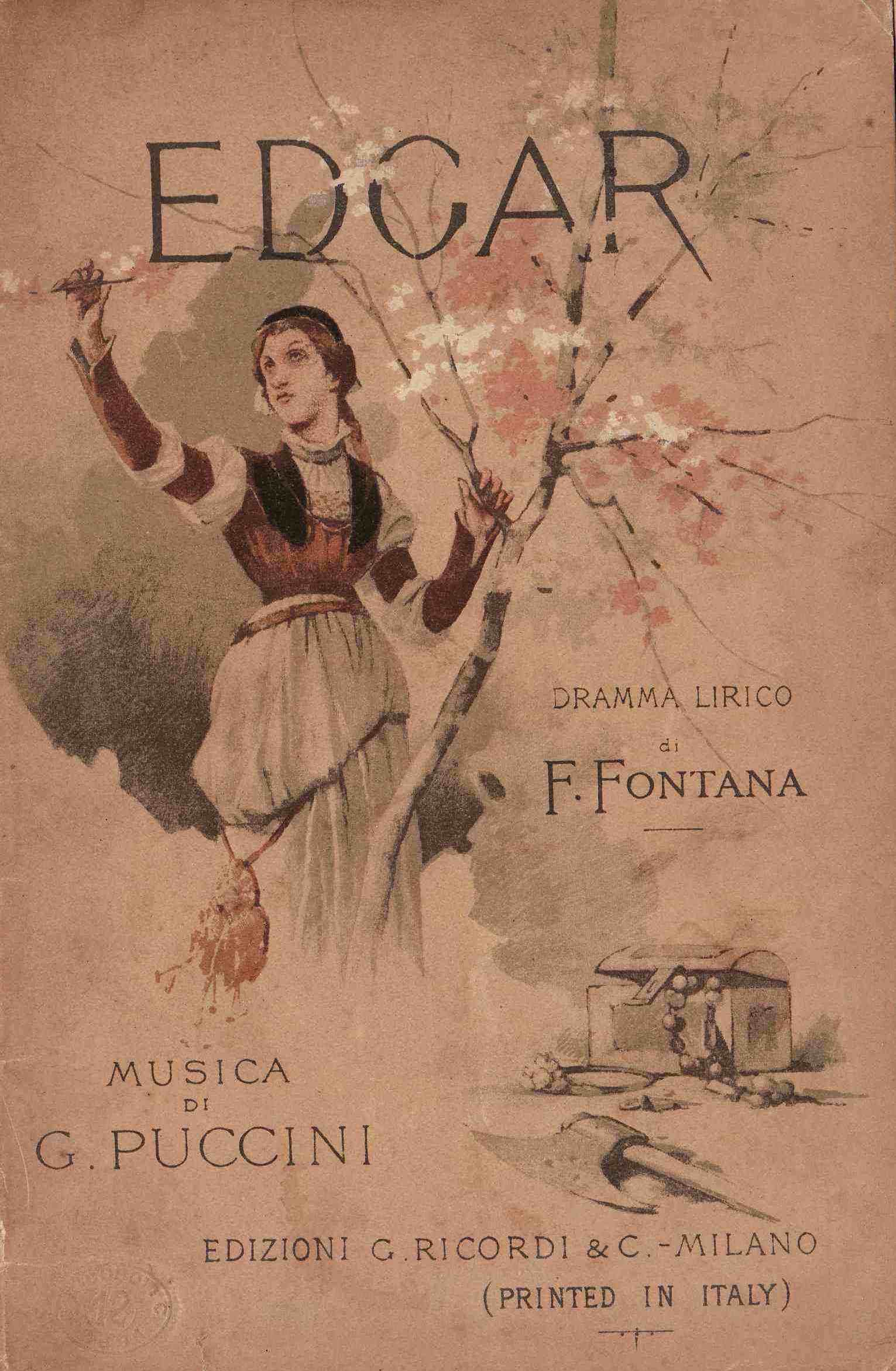

物語の時代と場所は1302年頃、フランデレン地方。

### 第1幕
1. 遠くからのお告げの声みたいに（農婦、農夫）
2. 昼間の花、お日様だわ（フィデーリア、エドガール）
3. 昼間の花、お天道様よ（農婦、農夫）
4. はっ!はっ!はっ!―きみがこんなとこに?（ティグラーナ、エドガール）
5. 昨日の夜、どこにいた？（フランク、ティグラーナ）
6. この恋を、俺の恥を（フランク）
7. 神は恵みを垂れたまわず、この世にて慎ましき者のほか（農婦、農夫）
8. あんたはわたしの心をさいなみ（ティグラーナ、農婦、農夫）
9. 汚れの権化のようなおまえ（農婦、農夫、エドガール）
10. 待て!（フランク、農婦、農夫、エドガール、グアルティエーロ、フィデーリア、ティグラーナ）
11. それでは、これで、さらばだ!（エドガール、フランク、グアルティエーロ、フィデーリア、農婦、農夫、ティグラーナ）

### 第2幕
1. 輝かしい夜、陽気な夜（舞台裏の合唱）
2. 快楽の宴、ガラスのような目をしたキメラ（エドガール）
3. エドガール、あなたの顔には憂鬱な思いがよぎってるわね…（ティグラーナ、エドガール）
4. あたしの唇から（ティグラーナ、エドガール）
5. そうれ!―兵士の叫び声!（兵士たち、エドガール、ティグラーナ）
6. エドガール!…ティグラーナ!…（フランク、ティグラーナ、エドガール、兵士たち）

### 第3幕
1. オーケストラによる前奏曲
2. とわのやすらぎを!（少年たち、人々）
3. 主の目は（少年たち、人々、兵士たち、フィデーリア、修道僧たち）
4. さようなら、わたしの甘い愛!（フィデーリア、人々、兵士たち、修道僧たち）
5. 勇敢なるエドガールの（フランク、エドガール、人々、兵士たち）
6. ではこれから答えていただこう（エドガール、人々、兵士たち、フィデーリア、グアルティエーロ）
7. これはあらゆる悲しみのうちでいちばん大きな悲しみ」（フィデーリア、人々、兵士たち、フランク）
8. 通してほしいのよ…（ティグラーナ、エドガール、フランク）
9. 美しいご婦人、涙はその目をよごしますよ（エドガール、ティグラーナ、フランク）
10. 武器を取れ!武器を取れ!（兵士たち、ティグラーナ、エドガール、人々、フランク）
11. 本当よ!―呪いあれ!（ティグラーナ、人々、兵士たち、エドガール、フィデーリア、ティグラーナ、フランク）